# Alma Thörn
Alma Thörn, född 1992 i Umeå, är en svensk serieskapare och författare utbildad vid Umeå Konstskola och Serieskolan i Malmö. Hon debuterade 2020 med serieromanen Alltid hejdå som skildrar ämnet skilsmässa ur ett barns perspektiv och blandar fiktion med egna erfarenheter av att leva med skilda föräldrar. Alltid hejdå nominerades till Augustpriset i kategorin Årets svenska barn- och ungdomsbok samma år. 
Juryns motivering till nomineringen :
| ” | Alma Thörns självbiografiska debut handlar om att längta hem innan man farit, tvingas välja mellan människor man älskar och om att alltid behöva säga hejdå. Med bildberättelsens medel fångas lyhört känslan av hemlängtan och otillräcklighet över generationsgränserna. En tolvårig Alma slits mellan sin mamma och pappa, likt hennes mamma gjorde trettio år tidigare. Gråskala och sepia går omlott för att markera de tidslager som återges med fullständig tonträff. Alltid hejdå är en serieroman sedd genom barnets ögon som skär i hjärtat och ger en varm kram på samma gång. | „ |

Alma Thörns Alltid hejdå tilldelades Norrlands litteraturpris för år 2021 i kategorin barn- och ungdomslitteratur.